# مرسيدس بنز أرينا (برلين)
مرسيدس بنز أرينا هي صالة مغطاة متعددة الأستخدامات تقع في برلين، ألمانيا وتم افتتاحها في عام 2008.
تستوعب الصالة 17 ألف مشجع، تستضيف الصالة مباريات ألبا برلين (فريق كرة سلة) وكذلك تقام مباريات لكرة اليد وهوكي الجليد بالإضافة إلى الحفلات الموسيقية.